# 가신촌
가신촌(加新村)은 니가타현 미나미칸바라군에 설치되었던 촌이다.